# Artocarpus hirsutus
Artocarpus hirsutus là một loài thực vật có hoa trong họ Moraceae. Loài này được Lam. mô tả khoa học đầu tiên năm 1789.

## Hình ảnh

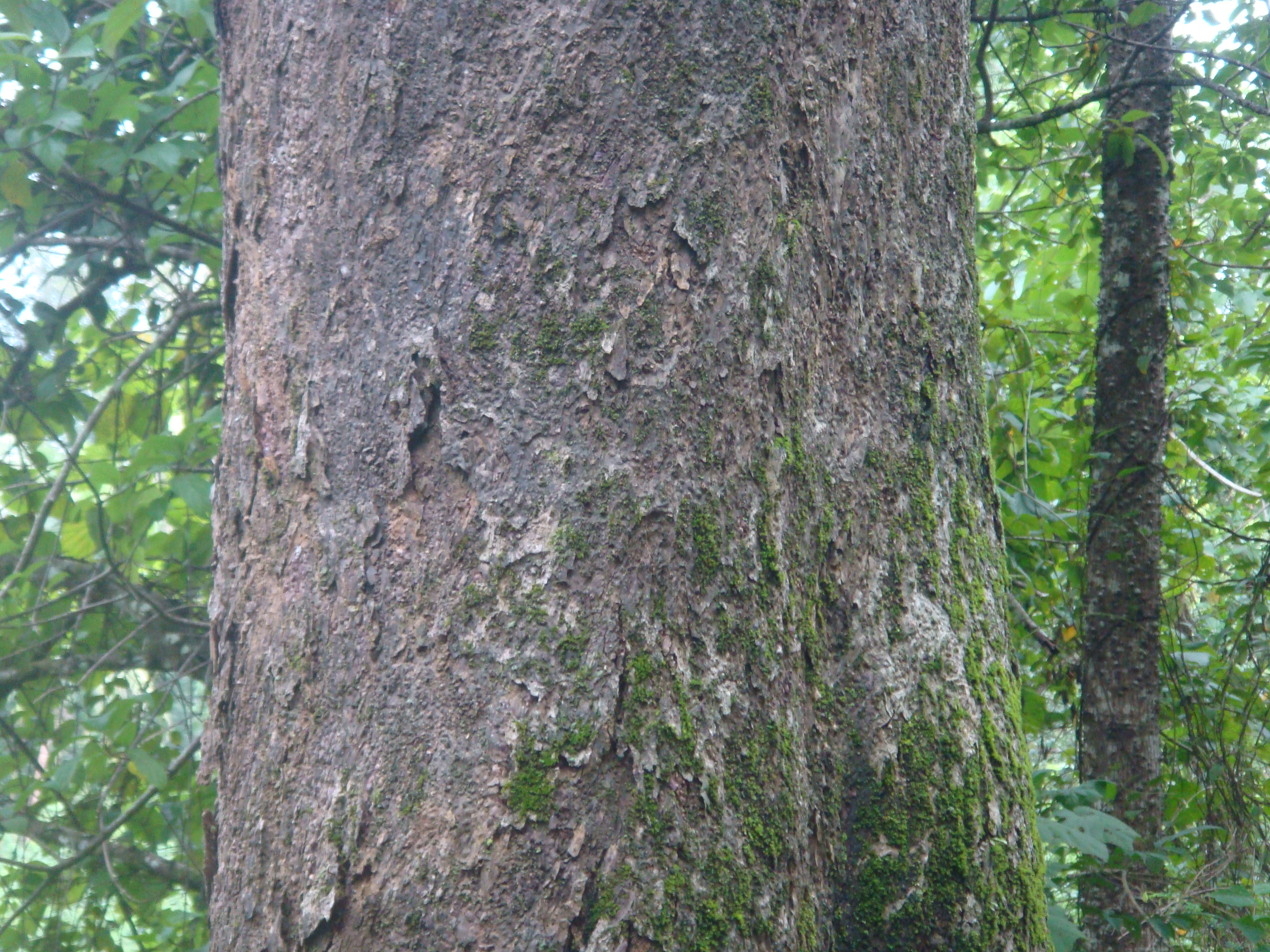
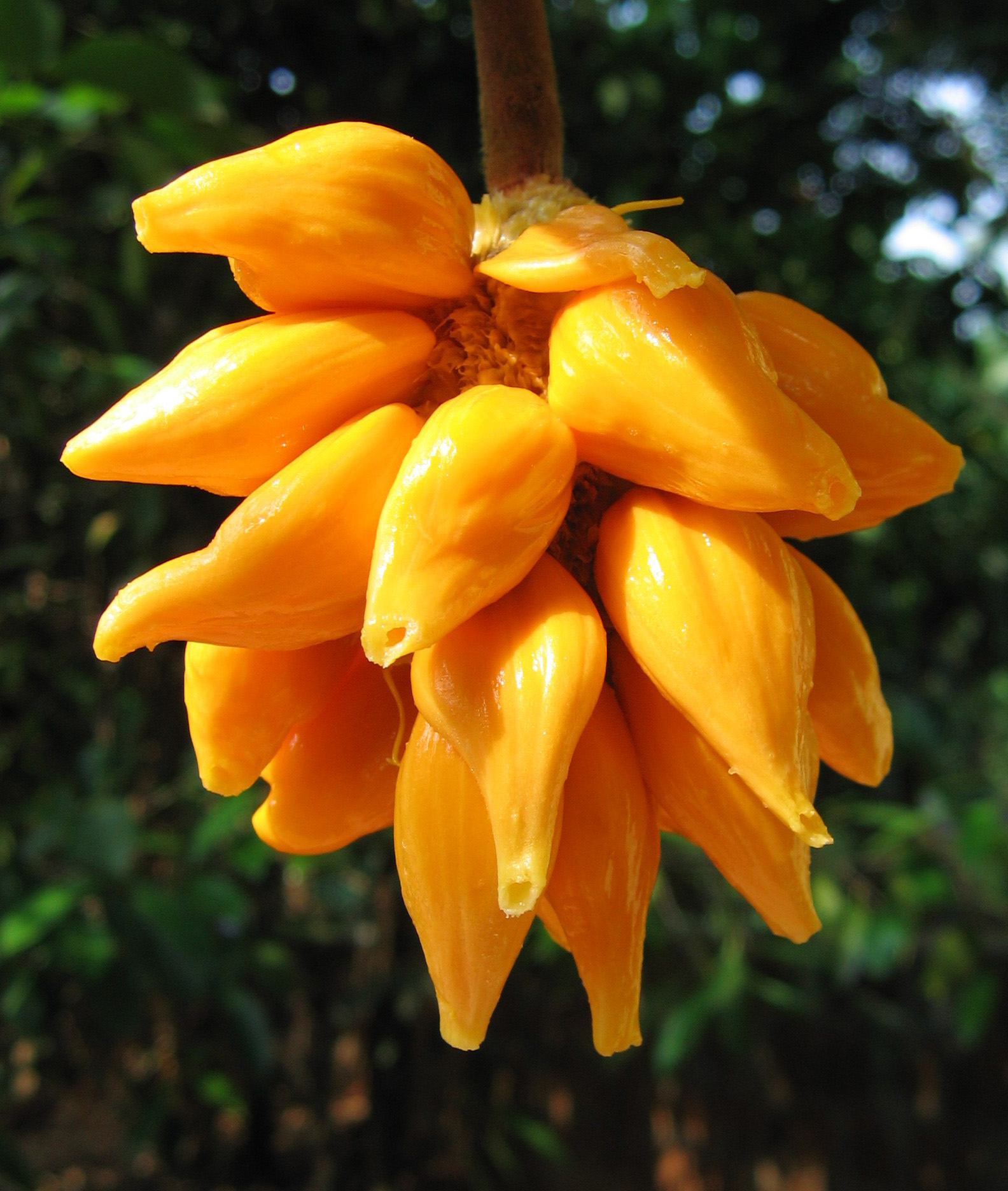
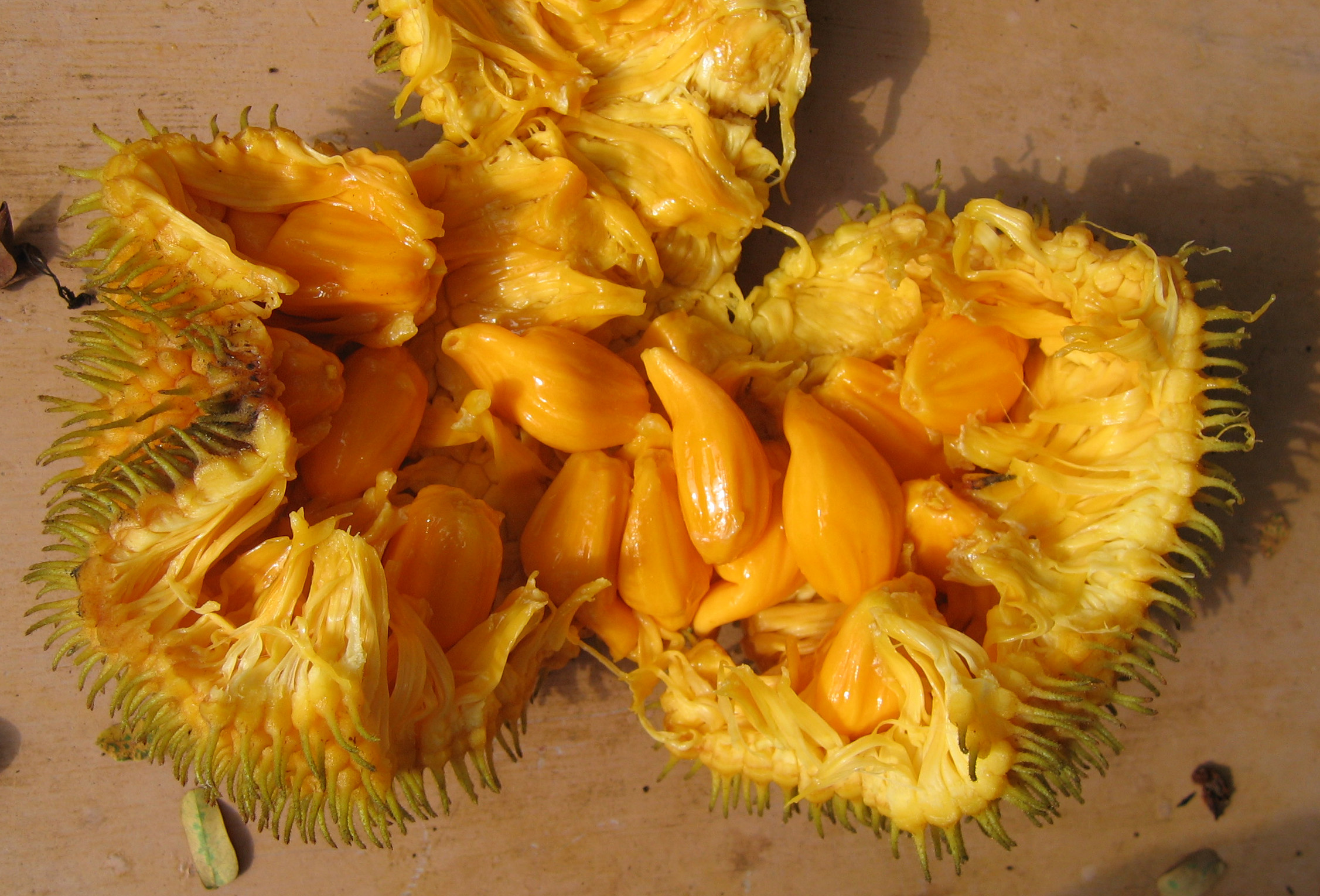
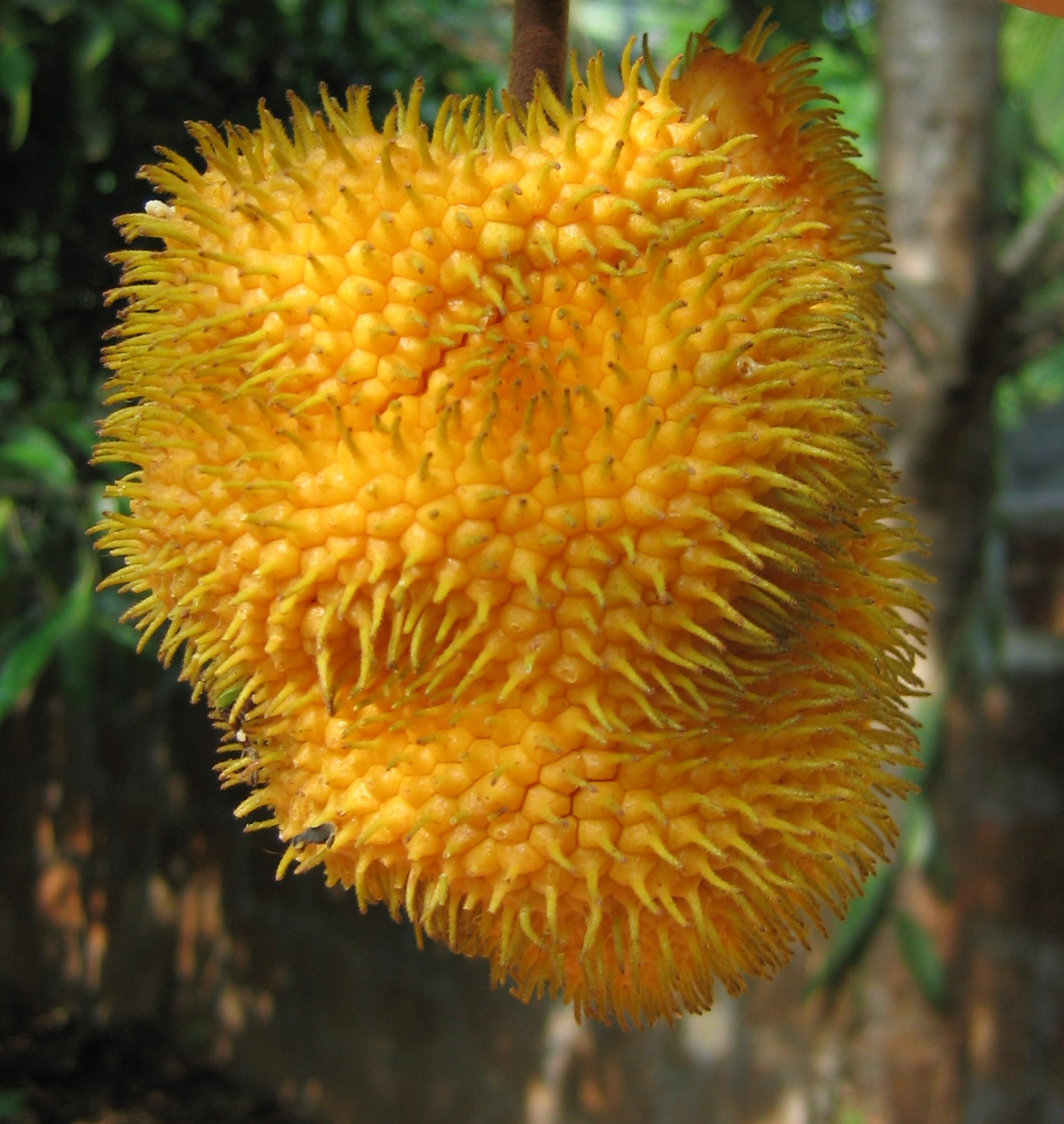